# Mondragón Corporación Cooperativa
Mondragón Corporación Cooperativa (MCC) és un grup de cooperatives i empreses originari del País Basc i actualment estès a tota la península Ibèrica i d'altres països. Constitueix el primer grup empresarial del País Basc i el setè d'Espanya, així com el grup cooperatiu més gran del món. Va ser fundat pel sacerdot José María Arizmendiarrieta el 1956 i la seva seu central se situa a la vila d'Arrasate, a la industrial Vall de Léniz. El grup Mondragón està compost per 264 empreses i entitats que es divideixen principalment en tres sectors (financer, industrial i distribució), a més d'abastar també les àrees d'investigació i formació. Entre els projectes empresarials que duu actualment a terme el grup Mondragón, el principal el constitueix la creació d'un polígon industrial a la Xina, prop de la seva capital econòmica, Shanghai, si bé aquest procés d'internacionalització ja s'havia estès abans la presència de la cooperativa a altres 16 països com per exemple Índia i Rússia. Es preveu que la Xina es converteixi en el primer subministrador de la cooperativa en un termini de tres anys, amb un 25% de les seves importacions, a més de centrar allí el voltant d'un 15% de la seva producció.
Llistat de cooperatives de MCC:

## Àrea Financera
- Caja Laboral: cooperativa de crèdit.
- Lagun Aro: companyia d'assegurances generals.
- Lagun Ao Vida: assegurances de vida.
- Lagun Aro EPSV: mútua de EPSV per als socis cooperativistes de la corporació.
- Lagun Aro Mondragon: servei mancomunat de prevenció de riscos laborals.

## Àrea Distribució
Dintre d'aquest sector destaca com empresa principal la cooperativa Eroski. Eroski és la principal empresa de la corporació MCC, tant pel nombre de treballadors com per la facturació. És un dels líders de la distribució alimentària a Espanya amb la seva xarxa d'hipermercats, supermercats, agències de viatges, perfumeries, etc. La resta d'empreses d'aquest sector es relacionen amb el sector alimentari principalment.
- Auzo-Lagun: serveis de restauració a col·lectivitats i plats cuinats. Neteges d'edificis i locals. Servei integral sanitari.
- Barrenetxe: cultius hortícoles en hivernacles i a l'aire lliure.
- Behi-Alde: llet i bestiar.
- Gestió de Serveis Residencials GSR: gestió integral de serveis sociosanitaris per a persones grans.
- Miba: pinsos composts. Ferreteria i petita maquinària agrícola. Adobs i llavors. Fitosanitaris. Servei veterinari.
- Multifood: menjar preparat.
- Unekel: granja de conills.

## Àrea industrial
És la més nombrosa del grup. Està organitzada internament en diverses divisions: 

### Mondragón Automatitzación Industrial
Empreses de MCC dedicades a l'automatització de processos industrials.
- Fagor Automation: Sistema de control numèric. Visualitzadors digitals de cotes. Sistemes de captació lineals i rotatius. Sistemes digitals de regulació i motors.
- Mondragon Assembly: Sistemes de muntatge automàtic i robòtica.
- Fagor Arrasate: línies de fabricació i muntatge automàtiques.
- Onapres: premses hidràuliques.

### Mondragón Automoción
Agrupa les empreses de MCC que pertanyen al sector de components de l'automoció: 
- Cikautxo: Peces de cautxú per a foses de conducció de fluids, amortidors, estanquitat i protecció.
- Ecenarro: Cargols, ròtules i peces especials.
- Fagor Ederlan: Braços de suspensió. Portamaneguetes. Tapes caixes de canvi. Discos. Tambors. Calipers. Tapes de culata. Carcassa diferencial. Caixes de transmissió.
- FPK: Suports de muntatge en plàstic. Tapes de motor. Càpsules d'insonorització.
- Maier: Injecció de plàstics.
- Mapsa: Fabricació de llandes d'alumini. Fabricació de carcasses per a bombes d'aigua. Peces d'alumini foses per baixa pressió i gravetat.

### Goikide
És el grup industrial que agrupa les empreses cooperatives sorgides a la comarca guipuscoana de Goierri. És un grup que no està format per empreses del mateix sector.
- Ampo: fosa de components de vàlvules en acers especials, desenvolupament i fabricació de vàlvules especials.
- Irizar: autocars de luxe.
- Urola: envasos de plàstic.

### Mondragón Componentes
És el grup industrial de la corporació que agrupa les cooperatives que es dediquen a fabricar components, principalment per al sector dels electrodomèstics.
- Consonni: fabricant de resistències elèctriques.
- Copreci: fabricant de termòstats i controls electrònics per a electrodomèstics.
- Eika: fabricant de resistències, plaques elèctriques de cocció i controls per a forns.
- Embega: fabricant de components metàl·lics i decoratius; juntes d'estanquitat i teclats de membrana.
- Fagor Electrònica: components electrònics per a electrodomèstics i automoció.
- Matz-Erreka: elements de fixació i automatismes per a portes i finestres.
- Orkli: components de seguretat, regulació i control per a sistemes de calefacció, aigua calenta sanitària i fluids.
- Tajo: transformació de plàstic per injecció. Construcció de motlles per a injecció de plàstic.

### Construcció
Grup industrial que agrupa les cooperatives de la corporació relacionades amb el sector de la construcció.
- Biurrarena: venda, lloguer i reparació de maquinària d'obra pública.
- Elur: solució integral d'estructures de fusta laminada.
- Etorki: serradora industrial de pi insignis.
- Fagor Industrial: fabricació i muntatge de cuines industrials.
- Kide: panells aïllants i portes per a cambres frigorífiques, recintes refrigerats, mini-cambres.
- Llana: tauler d'encofrar, per a mobles, tres estrats i d'ús estructural.
- Rochman: corrons, instal·lacions de manutenció i màquines d'envàs i embalatge.
- Urssa: enginyeria, fabricació d'estructures metàl·liques.

### Elevació
És el grup industrial que agrupa les cooperatives de la corporació relacionades amb la fabricació d'ascensors.
- Electra Vitòria. Fabricació i manteniment d'ascensors.
- Orona. Fabricació i manteniment d'ascensors.

### Equipaments
Agrupa les cooperatives que fabriquen cert tipus de béns de consum, així com components elèctrics no assimilables als sectors d'automoció o electrodomèstics.
- Alkargo: transformadors elèctrics.
- Becker: esmaltat i trefilat de conductors elèctrics.
- Coinalde: fabricant de puntes, filferros i malles metàl·liques.
- Dikar
- Ederfil: fabricant de conductors elèctrics.
- Eredu: fabricant de mobles metàl·lics.
- MccGraphics: empresa d'impressió gràfica.
- Oiarso: equip sanitari.
- Orbea: bicicletes.
- Osatu: equips electro-mèdics.
- Wingroup: tendes de campanya i aparells de gimnàstica.

### Llar
Agrupa les cooperatives que fabriquen béns de consum destinats a la llar (electrodomèstics i mobles). Inclou Fagor Electrodomésticos, la cooperativa entorn de la qual es va crear MCC.
- Coinma: Equipament integral d'oficines.
- Danona: fabricant de mobles de xapa i melamina i sofàs entapissats.
- Domusa: fabricant de calderes individuals.
- Fagor: electrodomèstics de línia blanca.
- Gerodan: mobiliari adaptat a ancians.

### Mondragón Enginyeria i Serveis
Com el seu nom indica agrupa les cooperatives que realitzen activitats d'enginyeria i serveis de consultoria, formació, etc.
- Alecop: instal·lacions elèctriques prefabricades. Equipament didàctic tècnic.
- Grup LKS: empresa de consultoria.
- LKS Enginyeria: arquitectura i enginyeria.
- Mondragón Conet: serveis de connectivitat i contingut.
- Mondragon Lingua: serveis de traducció i ensenyament d'idiomes.
- Mondragón Sistemes: Informàtica Industrial i Telecomunicacions.
- Ondoan: projectes clau en mà, especialització en temes d'energia i medi ambient.

### Màquines Eina
Agrupa les empreses de la corporació que pertanyen al sector. La principal cooperativa d'aquest grup és Danobat, d'Elgoibar i la major part d'elles estan agrupades dintre del Grup Danobat.
- Danobat.
- Danobat-Sistemes: maquinària especial. Màquines especials i transfer. Línies flexibles de mecanitzat.
- Dano-Rail: productes per al manteniment ferroviari.
- Doiki: utillatge de verificació dimensional.
- Egurko: maquinària per a la fusta: txapejadores de cantells, perfiladores, combinades.
- Estarta: fabricant de rectificadors sense centres.
- Goimek: mecanització d'alta precisió.
- Goiti
- Ideko: desenvolupament i innovació de màquines eina i sistemes.
- Latz: broques i eines de tall.
- Lealde: torns CNC.
- Ortza: maquinària per a la fusta.
- Soraluce: centres de fresat de columna mòbil.

### Sistemes Industrials
Està format per diverses cooperatives que formen el Grup Ulma.
- Ulma CyE: sistemes industrialitzats per a la construcció i l'embalatge.
- Ulma Forja: brides i fittings.
- Ulma Formigó Polímer: prefabricats per a la construcció.
- Ulma Manutenció: carretons elevadors i solucions logístiques per a gestió de magatzems.

### Mondragón Utillatge i Sistemes
- Aurrenak: Utillatge per a les diferents tecnologies de fosa de ferro i alumini en el mercat d'automoció.
- Batz: Fabricació d'Encunys.
- Loramendi: solucions completes clau en mà per a la fabricació de maquinària de fosa i assemblatge de parts d'aeronaus.
- Matrici: encunys per a automoció.
- MB Sistemas: enginyeria clau en mà per a sistemes de muntatge en automoció.

## Centres de formació
Mondragón Corporación Cooperativa té els següents centres d'ensenyament i formació, entre els quals una universitat privada.
- Ikastola Arizmendi: és una ikastola amb diversos centres repartits per la Vall de Léniz.
- Escola Lea Artibai: centre d'estudis secundaris (Batxillerat i formació professional), així com d'estudis superiors d'enginyeria de polímers. Situat a Markina-Xemein.
- Mondragon Unibertsitatea: centre d'estudis universitaris.
- MONE: escola de negocis.
- Otalora: formació cooperativa i empresarial.
- Politeknika Ikastegia Txorierri: centre d'ensenyament tècnic (formació professional) situat en Derio (Biscaia).

## Centres d'investigació i I+D
- Aotek: automatització i òptica.
- Ikerlan: projectes d'I+D sota contracte, per al desenvolupament de nous productes o per a la millora de processos productius.
- Ideko: Desenvolupament i innovació de màquines eina i sistemes.
- Koniker: I+D en conformat i en assemblatge.
- Lortek: Tecnologies d'unió.
- M.T.C. (Maier Technology Centre): desenvolupament i investigació de conjunts i components d'automoció fabricats amb termoplàstics.
- MIK (Mondragon Innovation & Knowledge):
- Orona EIC: sistemes d'elevació.
- Polo de Innovación Garaia.